# 7 (David-Guetta-Album)
7 ist das siebte Studioalbum des französischen DJs und Produzenten David Guetta. Es wurde am 14. September 2018 über „What a Music“ und „Parlophone“ sowie das Major-Label „Warner Music“ weltweit veröffentlicht. Das Album besteht aus zwei CDs. Während die erste Disc die kommerziellere ist und ausschließlich Vocal-Tracks enthält, stellt CD2 ein bereits am 6. September 2018 veröffentlichtes Mixtape seines Sideprojects Jack Back dar. Dieses ist von elektronischer Musik geprägt und enthält nahezu keine Features. Kollaborationen für das Studioalbum erfolgten unter anderem mit Jason Derulo, Martin Garrix, J Balvin und Anne-Marie.

## Hintergrund

### Erste Bekanntgebungen
Bereits am 27. Januar 2017 äußerte sich Guetta zu seinem kommenden Studioalbum. Dabei handelte es sich um ein Live-Interview auf Facebook mit Final Kid, das auf Facebook übertragen wurde, in dem er erzählte, dass sein kommendes Album weniger melodisch sein würde und er eher auf am Computer erzeugten Sound setzen würde. Außerdem würde er den Großteil der enthaltenen Lieder vorerst bedeckt halten. Parallel gab er erste Informationen über seine kommenden Singles preis.
Im Juni 2017 konzentrierte sich Guetta erstmals auf den ersten Output aus 7. Dieser geschah mit der anstehenden Single-Veröffentlichung des Liedes 2U, das in Zusammenarbeit mit dem US-amerikanischen Sänger Justin Bieber entstand. Nachdem das Lied am 5. Juni 2017 auf mehreren Social-Media-Netzwerken premiert wurde, wurden dort sowohl Titel, Kollaboration sowie auch Releasedate bekannt gegeben. Im Zuge der Single-Veröffentlichung gab Guetta am 8. Juni 2017 ein Interview mit Lucas Fothergill von MTV, bei dem er erzählte, dass er zu jenem Zeitpunkt bereits seit über einem Jahr an 7 arbeiten würde, aber beabsichtigte, sich noch mehr Zeit zu geben. Er sagte weiterhin, dass er unbedingt einen Teil der neuen Musik veröffentlichen wolle und dies als Beginn eines neuen Abschnitt sehe. Dieser neue Abschnitt würde mit 2U beginnen.

### Erste Veröffentlichungen und Verbindungen zum Album
In der letzten Septemberwoche 2017 erzählte er in einem Interview beim iHeartRadio Festival, dass „eine Menge neuer Songs am Horizont zu sehen“ wären. In der kommenden Woche würde er die finale Entscheidungen über seine kommende Single fällen. Dazu gab er bekannt, dass 2U definitiv Teil seines kommenden Albums wäre, das nahezu fertiggestellt wäre.
Am 27. Oktober 2017 wurde die Veröffentlichung des Liedes Dirty Sexy Money angekündigt. Dabei handelte es sich um eine Kollaboration mit dem niederländischen DJ und Produzenten Afrojack, mit dem er bereits seit 2010 wiederkehrend zusammenarbeitete, Sängerin Charli XCX, Rapper French Montana sowie dem als Co-Produzent mitwirkenden Skrillex. Ob dieser Track ebenfalls Teil des Studioalbums sein würde, ließ er offen.
In einem Interview, welches am 17. November 2017 von Jack Hardwick auf „Daily Star“ gepostet wurde, erklärte er, dass die Arbeiten an seinem kommenden Studioalbum auf hochtouren laufen würden und er eine Veröffentlichung im Folgejahr für realistisch sehen würde. Des Weiteren erzählte er, dass sich der Stil der Tracklist an den zuletzt veröffentlichten Singles orientieren würde.
Ähnlich wie auch Dirty Sexy Money wurde auch das beim Tomorrowland 2017 premierte Lied So Far Away am 2. Dezember 2017 als Single veröffentlicht, die nicht in Verbindung mit einem Longplayer gebracht wurde. Der Track wurde in Zusammenarbeit mit dem niederländischen DJ und Produzenten Martin Garrix produziert. Bereits an den Liedern Blue Flames (unveröffentlicht) und Clap Your Hands (Garrix nur in den Credits angegeben) arbeiteten die Musiker zusammen. Als Gastsänger traten Jamie Scott und Romy Dya in Erscheinung, während der weibliche Gastpart ursprünglich von der britischen Sängerin Ellie Goulding eingesungen wurde. Diese wurde aus Managementinternen Gründen von der Kollaboration ausgeschlossen.
Am 22. Januar 2018 wurde in der Berliner Zeitung ein Interview veröffentlicht, in dem es zum einen um den Wandel der Musikwelt in Bezug auf Datenträger sowie Guettas neue Arbeiten ging. Er verglich dabei die Studioarbeiten an einem Album mit dem Belegen einer Pizza:

„Ein Album zu produzieren ist nicht wie Pizza backen“, sagte er. „Du hast kein Rezept und keine Garantie, dass es gut schmecken wird. Wenn ich nicht komplett zufrieden bin, warte ich lieber auf die richtige Inspiration“

Dabei datierte er zudem die Veröffentlichung seines siebten Studioalbums auf Sommer desselben Jahres.
Am 28. Januar 2018 bestätigte David Guetta seine nächste Kollaboration mit Martin Garrix. Hierbei wirkten zudem der niederländische Produzent Thijs Westerbroek alias Brooks sowie Singer-Songwriter Talay Riley mit. Der Song soll den Titel Like I Do tragen und EDM-lastiger sein, als Garrix und sein Vorgänger. Die Veröffentlichung wurde für den Folgemonat und über Garrix Plattenlabel „STMPD RCRDS“ angekündigt. Schlussendlich erfolgte das Release doch über „What a Music“. Noch eine Woche vorher erschien der Song Mad Love als Single, bei dem er erstmals mit dem jamaikanischen Rapper Sean Paul zusammenarbeitete. Weitere Vocals steuerte Sängerin Becky G bei. Laut eines Interviews, das in der Vorwoche in dem Schweizer Finanzmagazin „CNNMoney“ erschien, sollte er hier ursprünglich nur als Produzent angegeben sein.
Am 16. März 2018 verkündete Guetta via Twitter, dass ein weiteres Single-Release anstehen würde. Dabei handelte es sich um das Lied Flames, seine siebte Kollaboration mit der australischen Sängerin und Songwriterin Sia Furler. Die Veröffentlichung folgte eine Woche später. Auch hier wurde weiter spekuliert, ob der Tonträger als Vorab-Single seines kommenden Albums dienen würde. Guetta ließ dies offen und äußerte sich nicht dazu.

### Erste Informationen zur Stilausrichtung
Nach zwei erfolgreichen Kollaborationen postete Martin Garrix Mitte April 2018 ein Bild auf Instagram, auf dem er gemeinsam mit David Guetta sowie dem Produzentenduo Stargate in einem Studio in Los Angeles zu sehen war. Parallel begann er einen optisch stilistischen Umbruch, indem er unter anderem sein Haar kürzte. In einem Interview mit der deutschen Wirtschaftszeitschrift „Business Punk“ erzählte er, dass sein Studioalbum „ein bisschen funkier geworden“ wäre. Den Wechsel seines Looks setzte er damit in Verbindung und erklärte: „Das war eine gute Idee! Neues Album, neuer Look.“
Im Mai 2018 gab der südafrikanische DJ und Produzent Black Coffee ein Interview über seine derzeitigen Studioarbeiten. Neben den Namen Akon und Pharrell Williams fiel auch der Name David Guetta. Er erzählte, dass er ihn bei seinen derzeitigen Arbeiten am neuen Album unterstützen würde. In der kommenden Woche würden sie sich gemeinsam im Studio treffen.
Bei seinem Liveauftritt beim Ultra Korea spielte der Franzose drei bis dato ungehörte Produktionen. Den Beginn machte eine Kollaboration mit GlowInTheDark und Cesqeaux, woraufhin eine Zusammenarbeit mit Brooks sowie ein Track mit Showtek, mit dem er bereits zuvor fünfmal im Studio landete. Letzteres wurde auch prompt als kommende Single von Guetta angekündigt. Der Titel wurde als Your Love und für eine Veröffentlichung am 14. Juni 2018 angekündigt. Der Song entpuppte sich als eine stark von Show Me Love von Robin S. beeinflusste Produktion, die den Track allerdings nicht direkt samplet. Den Gesang steuerte bei der Single der niederländische Sänger Jake Reese bei.

### Erste Datierung
Gegen Ende des Monats äußerte er sich gegenüber verschiedenen Magazinen auch über seine Studioarbeiten am Album. Dem „Young Post“ nach hätte er „4 Monate nun Tag ein, Tag aus im Studio verbracht“. Im „Billboard Radio China“ gab er preis, dass sein Studioalbum noch im Juni 2018 fertiggestellt werden würde und nach dem Sommer herauskommen würde. Über Kollaborationen und den Titel hielt er jedoch nach wie vor Stillschweigen.
Am 6. Juli 2018 wurde via Spotify die Singleveröffentlichung des Liedes Say My Name angekündigt. Dabei solle es sich um eine Kollaboration mit der US-amerikanischen Schauspielerin und Sängerin Demi Lovato sowie dem kolumbianischen Musiker J Balvin handeln. Release sollte der 13. Juli 2018 sein, jedoch erschien der Track nicht in den Stores, ein Statement dazu wurde nicht veröffentlicht. Am 24. Juli 2018 gab Jean-Charles Carre, ein Teil des Teams von Guetta preis, dass der Song nicht kommen würde. Erst Ende August 2018 wurde angekündigt, dass das Lied mit Bebe Rexhas Vocals auf dem kommenden Studioalbum enthalten sein würde.
Am 27. Juli 2018 folgte das Single-Release des Liedes Don’t Leave Me Alone, das mit der britischen Sängerin Anne-Marie aufgenommen wurde. Jene feierte nicht weit vorher mit Marshmello einen Nummer-eins-Hit in mehreren europäischen Ländern. Der Future-Bass-Sog verkörperte einen anderen Stil als seine Vorgänger. Parallel mit der Single veröffentlichte auch der US-amerikanische Sänger Lenny Kravitz den David-Guetta-Remix seiner derzeitigen Single Low.
Am 20. August 2018 erschien über Guettas Plattenlabel „Jack Back“ und „Spinnin’ Records“ das Lied Overtone. Der Name David Guetta wurde dabei nicht erwähnt, jedoch wurde in den Vorjahren durch mehrere Jack-Back-Releases bereits davon ausgegangen, dass David Guetta unter eben diesem Release Undergroundmusik veröffentlicht.

### Vollständige Enthüllung
Mit Veröffentlichung einer der letzten Vorab-Singles wurden am 23. August 2018 der Titel, das Single-Cover, die gesamte Tracklist sowie auch das Release-Date offiziell verkündet. Die Single, die an jenem Tag auf dem Markt erschien, trug den Titel Goodbye und stellt eine Kollaboration mit Sänger Jason Derulo, Sängerin und Rapperin Nicki Minaj, mit der er bis dato bereits zwei Mal im Studio stand, sowie dem französischen Rapper und Produzenten Willy William dar. Am Folgetag folgte auch die letzte Buzz-Single Drive. Diese stellt die bereits im Mai 2018 angekündigte Kollaboration mit Black Coffee dar.
Am 7. September 2018 veröffentlichte Guetta ein gesamtes Mixtape unter dem Alias Jack Back. Während eine neue Kollaboration mit dem US-amerikanischen Sänger CeCe Rogers auf dem Mixtape enthalten war, kamen auch Produzenten wie Adam Freeland und Ralph Wegner zum Einsatz. Den letzten Track stellt ein Remake von Guettas und Chris Willis Single Just a Little More Love dar. Guetta selber äußerte sich in der auf BBC One Radioshow von Pete Tong zu dem Mixtape:

„Mit ’7’ schließt sich für mich ein Kreis und daher wollte ich mich zurück zu den Ursprüngen dieses Kreises begeben. Ich habe einst in der Underground House Music angefangen, habe all die Raves und Clubs in Paris gespielt. Ich wollte Musik nur zum Spaß betreiben, ohne jeglichen kommerziellen Hintergedanken. Ich wollte jedwede Art von Musik machen, die ich mag, ich tue es aus der Liebe zur Musik.“

14. September 2018 erschien der Longplayer schlussendlich unter dem Titel 7 mit sowohl einer Auswahl bisher erschienener Lieder sowie auch bis dato ungespielten Songs. Die zweite CD stellt das bereits eine Woche vorher erschienene Mixtape seines Alias Jack Back dar. Nachdem das vorweggegangene Studioalbum Listen in Verbindung mit der Scheidung seiner Ex-Ehefrau Cathy Guetta stand und als Trennungs-Album betitelt wurde, beschrieb er dieses Album als Ich-bin-wieder-verliebt-Album, womit er Bezug auf seine derzeitige Freundin Jessica Ledon nahm.

### Entstehung

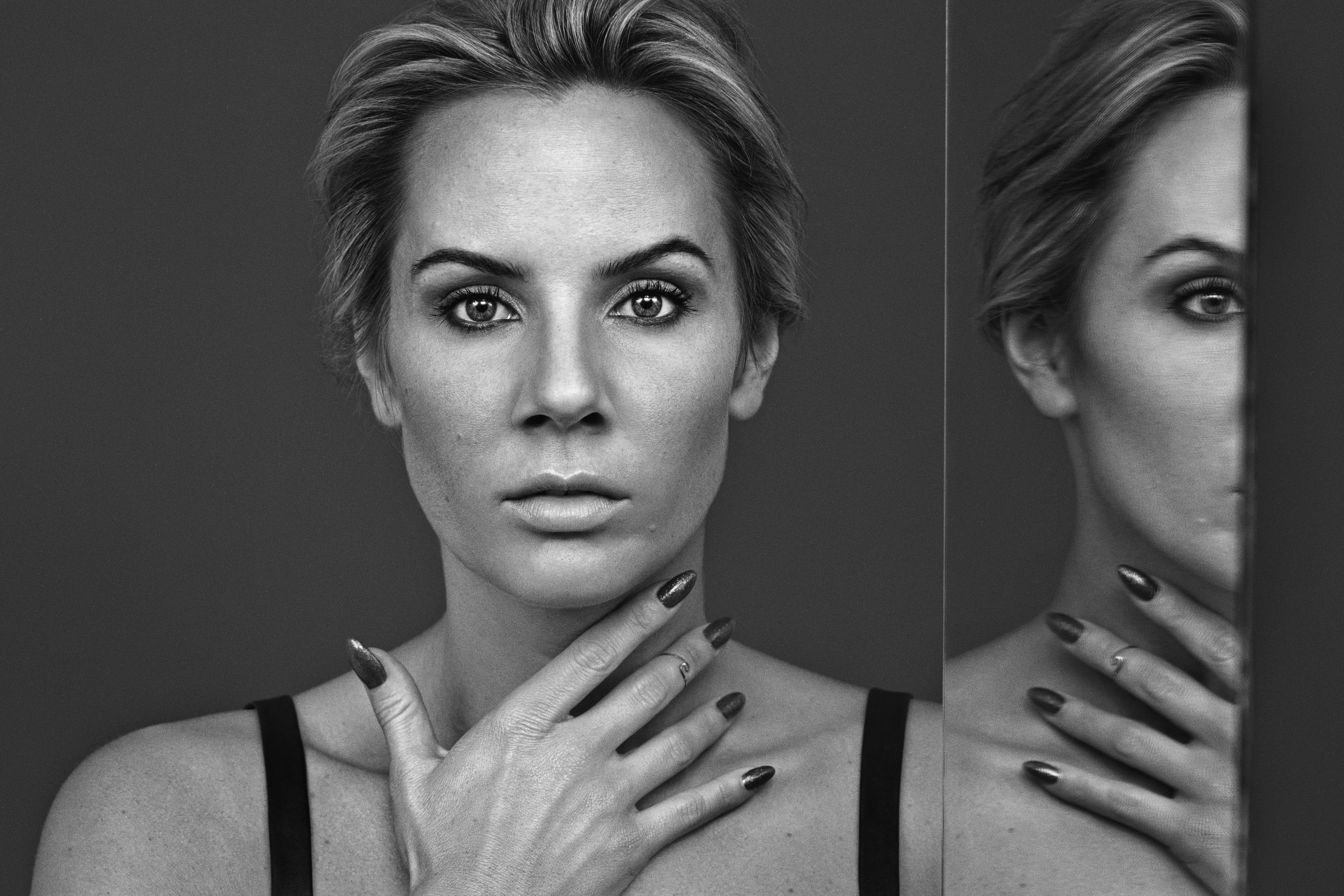
Ina Wroldsen, eine Co-Autorin des Liedes Mad Love

An der Entstehung des Studioalbums waren über 98 Songwriter beteiligt. Mit dabei waren neben den Featuring-Artists Musiker wie Thomas Troelsen (Songwriter von u. a. Jennie von Felix Jaehn) und J. R. Rotem (Songwriter von u. a. In My Head von Jason Derulo). Rund 38 Produzenten oder Produzenten-Teams unterstützten Guetta im Studio. Neben Giorgio Tuinford, der bei nahezu jedem Guetta-Song assistiert, legten sich auch bei 7 mitunter Showtek, GlowInTheDark und Afrojack ins Zeug. Mehrere Lieder basieren auf Samples anderer Songs:
- Goodbye enthält Textzeilen, die mit dem Lied Time to Say Goodbye übereinstimmen, das von Francesco Sartori, Lucio Quarantotto und Franck Peterson geschrieben wurde.
- She Knows How to Love Me enthälte Elemente aus Tutti Frutti, geschrieben von Richard Penniman, Dorothy La Bostrie und Joe Lubin.
- Let It Be Me basiert im Mainpart auf der Melodie von Tom’s Diner, das von Suzanne Vega komponiert und geschrieben wurde.
- Your Love wurde sowohl im Text, als auch in der Melodie von Show Me Love inspiriert, das von Allen George und Fred McFarlane geschrieben wurde.
- Reach for Me enthält Elemente aus dem gleichnamigen Lied, an dessen Entstehung Oscar Gaetan und Ralph Falcon beteiligt waren.
- Freedom basiert auf All Join Hands von CeCe Rogers.
- Grenade enthält ein Sample des Liedes We Want Your Soul, produziert von Adam Freeland und Damian Taylor
- Overtone enthält Elemente von Altai Sayan Tandy-Uula, das von Andrei Mangush geschrieben wurde.

Für das Mixing kamen mehrere unterschiedliche Studios zum Einsatz. Für einen Großteil der Lieder war das Produzenten-Duo Daddy’s Groove verantwortlich, die das Tribe Studio in Neapel nutzen. Sie sorgten zudem für das Mastering. Bereits in den Vorjahren und bei den vergangenen Alben übernahmen sie diesen Job. Des Weiteren masterte Brooks das Lied Like I Do in den Muziekfabriek Studios in den Niederlanden und Serban Ghenea einen Großteil der Lieder in den MixStar Studios in Virginia Beach. Die Vocalaufnahmen für ein einzelnes Lied fanden teils in unterschiedlichen Studios statt, je nach Featuring-Artist.
Bei der Auswahl der Lieder, welche es aufs Album schaffen, assistierten ihm seine beiden Kinder, wie er bei der Launchparty des Longplayers kund gab. „Die Kinder sind die Zukunft!“, sagte er „Ich denke immer an die Zukunft und bin nicht all zu sehr in die Meinung der Leute meines Alters interessiert.“

## Titel und Artwork

### Namengebung
Grundlegend spiegelt der Titel die Anzahl der einschließlich dieses Albums von ihm veröffentlichten Studioalben wider. In einem Interview mit der US-amerikanischen Tageszeitung „USA Today“ erzählte er jedoch, dass die Zahl auch eine Reihe weiterer Bedeutungen für ihn hätte:

„Es ist mein siebtes Album, aber die Nummer sieben stellt auch das Ende eines Zyklus dar; eine Woche besteht aus sieben Tagen, die Entstehung der Welt dauerte laut der Bibel sieben Tage und nicht zuletzt ist auch mein Geburtstag am siebten (November)“

### Album-Cover
Das Coverbild zeigt ein Pressebild von David Guetta, wie er sich mit brauner Lederjacke, weißem T-Shirt, blauer Jeans-Hose und einer Sonnenbrille bekleidet von seinem Auto, einem 1968er Plymouth GTX entfernt. Den Hintergrund bildet ein Park oder Wald aus tropischen Pflanzen. Sein Logo ist links in der oberen Ecke in weißer Farbe zu sehen. Auf der rechten Seite ist der Titel des Albums, ebenfalls in weißer Farbe zu erkennen.
Das Mixtape erhielt ein separates Cover. Dieses einen schwarzweißen Hintergrund, der auf gleichmäßigen Mustern basiert. Das Jack-Back-Alias ist zentral eingefügt und auf roter Farbe transparent dargestellt. Eine Zeile darunter ist der Schriftzug Mixtape in weißer Farbe zu erkennen.

## Titelliste
| #            | Titel                                                              | Autoren | Produzenten                                                                                      | Länge |
| ------------ | ------------------------------------------------------------------ | --- | ------------------------------------------------------------------------------------------------ | ----- |
| CD1          |                                                                    | |                                                                                                  |       |
| 1.           | Don’t Leave Me Alone (feat. Anne-Marie)                            | David Guetta, Jonnali Mikaela Parmenius, Linus „Lotus IV“ Wiklund, Sarah Aarons | Guetta, Lotus IV, Albert Harvey (GlowInTheDark), Timofey Reznikov                                | 3:04  |
| 2.           | Battle (feat. Faouzia)                                             | Guetta, Danny Shah, George Tizzard, Rick Parkhouse, Boris „Netsky“ Daenen, Tor Erik Hermansen, Mikkel Eriksen, Carl Anthony Falk | Guetta, Red Triangle, Stargate, Netsky, Peter Carlsson, Falk, Chris „TEK“ O'Ryan, Aton Ben-Horin | 2:44  |
| 3.           | Flames (feat. Sia)                                                 | Guetta, Sia Furler, Chris Braide, Giorgio Tuinfort, Marcus van Wattum | Guetta, Tuinfort, van Wattum, Braide                                                             | 3:15  |
| 4.           | Blame It on Love (feat. Madison Beer)                              | Guetta, Allison Kaplan, James Alan Ghaleb, Marc Sibley, Nathan Cunningham, Hermansen, Eriksen, Harvey | Guetta, Stargate, Albert Harvey, Ralph Wegner, Falk, Brooks                                      | 3:27  |
| 5.           | Say My Name (feat. Bebe Rexha & J Balvin)                          | Guetta, Tuinfort, Boaz van Jong, José Balvin, Alejandro Ramirez, Thomas Troelsen, Emily Warren Schwartz, Britt Burton, Philip Leigh, Matt Holmes | Guetta, Tuinfort, van de Beatz, Mitch Allan                                                      | 3:19  |
| 6.           | Goodbye (mit Jason Derulo feat. Nicki Minaj & Willy William)       | Guetta, Philip Greiss, Willy William, David Saint Fleur, Esa Art, Curtis Gray, Jean-Michael Sissoko, Paul Charly „DJ Paulito“ Cuba Cubas, Jazelle Paris Rodriguez, Christopher Tempest, Kinda Ingrosso, Onika Tanya Maraj, Jason Joel Desrouleaux, Francesco Santori, Lucio Quarantotto, Franck Peterson | Guetta, Greiss, Fleur, Vodka                                                                     | 3:15  |
| 7.           | I’m that Bitch (feat. Saweetie)                                    | Guetta, Diamonté Harper, Hermansen, Eriksen, Harvey | Guetta, Stargate, Harvey, van de Beatz                                                           | 3:15  |
| 8.           | Like I Do (mit Martin Garrix & Brooks)                             | Guetta, Sean Douglas, Martijn Garritsen, Tuinfort, Thijs „Brooks“ Westbroek, Talay Riley, Nick Seeley, Robert Bergin | Guetta, Martin Garrix, Tuinfort, Brooks                                                          | 3:22  |
| 9.           | 2U (feat. Justin Bieber)                                           | Guetta, Tuinfort, Jason „Poo Bear“ Boyd, Daniel „Cesqeaux“ Tuparia, Bieber | Guetta, Tuinfort, Tuparia, Boyd                                                                  | 3:15  |
| 10.          | She Knows How to Love Me (feat. Jess Glynne & Stefflon Don)        | Guetta, Tuinfort, Rakim Hasheem Allen, Stephanie Victoria Allen, Jonathan „J. R. Rotem“ Reuven, Wegner, Teal Douville, Richard Wayne Penniman, Dorothy La Bostrie, Joe Lubin | Guetta, Tuinfort, Rotem, Wegner, Douville                                                        | 3:02  |
| 11.          | Motto (mit Steve Aoki feat. Lil Uzi Vert, G-Eazy und Mally Mall)   | Guetta, Steven Hiroyuki Aoki, Hermansen, Eriksen, Harvey, Mally Mall, Gerald Gillum, Symere Woods | Guetta, Aoki, Mally Mall, Stargate, Harvey                                                       | 2:30  |
| 12.          | Drive (mit Black Coffee feat. Delilah Montagu)                     | Guetta, Wegner, Ilsey Juber, Hermansen, Eriksen, Phillip „TxTHEWAY“ Fender, Nkosinathi Innocent „Black Coffee“ Maphumulo | Guetta, Black Coffee, Wegner, Stargate                                                           | 3:06  |
| 13.          | Para que te Quedes (feat. J Balvin)                                | Guetta, Tuinfort, Falk, Harvey, Tuparia, van de Beatz, Balvin | Guetta, Tuinfort, Falk, Harvey, Tuparia                                                          | 2:58  |
| 14.          | Let It Be Me (feat. Ava Max)                                       | Guetta, Joren van der Voort, Michael Aljadeff, Henry „Cirkut“ Walter, Amanda Ava Koci, Suzanne Nadine Vega | Guetta, Cirkut                                                                                   | 2:53  |
| 15.          | Light Headed (mit Sia)                                             | Guetta, Furler, Braide, Hermansen, Eriksen, Daenen | Guetta, Netsky, Stargate, Braide, Wegner                                                         | 2:59  |
|              |                                                                    | Insgesamt: | 46:24                                                                                            |       |
| Bonus-Tracks |                                                                    | |                                                                                                  |       |
| 16.          | Mad Love (mit Sean Paul feat. Becky G)                             | Sean Paul Henriques, Guetta, Tuinfort, Schwartz, Shakira Ripoll, Jack Patterson, Rosina Russell, Ina Christine Wroldsen, Raoul Chen | Guetta, Tuinfort, Patterson, Jason Henriques, Banx & Ranx, 1st Klase                             | 3:19  |
| 17.          | Dirty Sexy Money (mit Afrojack feat. Charli XCX & French Montana)  | Guetta, Nick van de Wall, Charlotte Emma Aitchison, Alexander Guy Cook, Paremenius, Karim Kharbouch | Guetta, Afrojack, Skrillex                                                                       | 2:52  |
| 18.          | So Far Away (mit Martin Garrix featuring Jamie Scott and Romy Dya) | Martijn Garritsen, Guetta, Tuinfort, James Christopher Needle, Jason Boyd | Garrix, Guetta, Tuinfort                                                                         | 3:03  |
| 19.          | Your Love (mit Showtek)                                            | Guetta, Wouter Janssen, Sjoerd Janssen, Jaap Reesema, van der Voort, Allen George, Fred Craig McFarlane | Guetta, Showtek, Wegner                                                                          | 3:05  |
|              |                                                                    | Insgesamt: | 58:43                                                                                            |       |
| CD2          |                                                                    | |                                                                                                  |       |
| 1.           | Reach for Me                                                       | Jack Hisbach, Reznikov, Oscar Gaeton, Ralph Falcon | Guetta, Reznikov                                                                                 | 3:47  |
| 2.           | Freedom (mit CeCe Rogers)                                          | Hisbach, Reznikov, Kenneth Jesse Rogers | Guetta, Reznikov                                                                                 | 3:55  |
| 3.           | Grenade                                                            | Hisbach, Wegner, Adam Freeland, Damien Taylor | Guetta, Wegner                                                                                   | 3:32  |
| 4.           | Inferno                                                            | Hisbach, Wegner | Guetta, Wegner                                                                                   | 3:09  |
| 5.           | Overtone                                                           | Hisbach, Reznikov, Andrei Mangush | Guetta, Reznikov                                                                                 | 3:36  |
| 6.           | Back and Forth                                                     | Hisbach, Wegner, Reznikov, Harvey | Guetta, Reznikov, GlowInTheDark                                                                  | 3:25  |
| 7.           | Pelican                                                            | Hisbach, Tuinfort, Frédéric „Fred Rister“ Riesterer, Wegner | GuettaFred RisterWegner                                                                          | 3:26  |
| 8.           | Afterglow                                                          | Hisbach, Wegner | Guetta, Wegner                                                                                   | 3:26  |
| 9.           | Think Think Think                                                  | Hisbach, Wegner, Riesterer | Guetta, Fred Rister, Wegner                                                                      | 3:41  |
| 10.          | Orion                                                              | Hisbach, Wegner | Guetta, Wegner                                                                                   | 3:52  |
| 11.          | What 2 Say                                                         | Hisbach, Harvey | Guetta, GlowInTheDark                                                                            | 3:36  |
| 12.          | Just a Little More Love (feat. Chris Willis; Jack Back 2018 Remix) | Guetta, Joachim Garraud, Christopher Willis, Jean Charles Carré | Guetta                                                                                           | 3:24  |
|              |                                                                    | Insgesamt: | 102:32                                                                                           |       |

## Single-Auskopplungen

### 2U

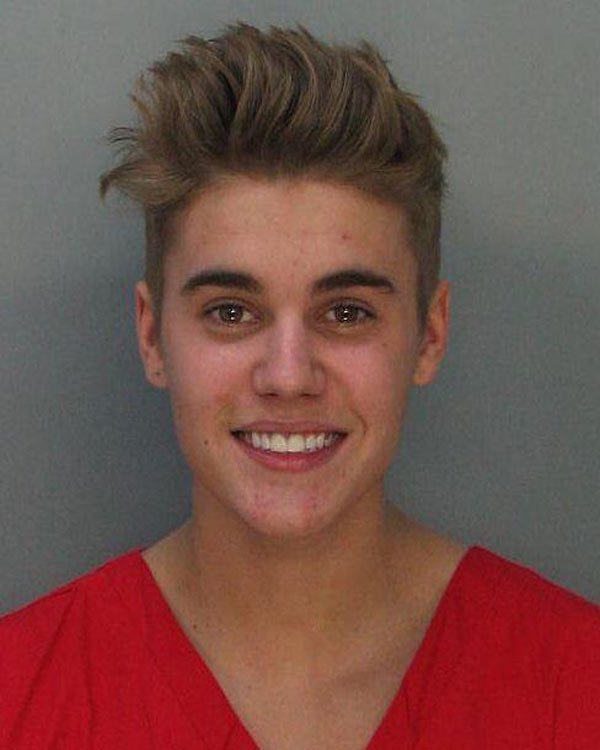
Justin Bieber, Sänger von 2U

Das Lied 2U wurde am 9. Juni 2017 als erste Single aus dem Album veröffentlicht. Der Song stellt eine Kollaboration mit dem kanadischen Sänger Justin Bieber dar. Ebenfalls beteiligt an der Entstehung des Liedes waren die Produzenten Poo Bear und Cesqeaux.
Zur Entstehung erzählte Guetta, dass er bereits seit geraumer Zeit mit Poo Bear in Kontakt gestanden hätte, Bieber jedoch erst später zur Kollaboration hinzu gestoßen wäre, wofür sich Poo Bear verantwortlich zeige:

„Wir [Poo Bear und ich] arbeiteten bereits seit Jahren zusammen, indem wir viele Songs gemeinsamen schrieben und dann überraschte er mich, indem er Justin eine unserer Demos, ohne mich darüber zu informieren vorspielte. Und dann, eines Tages, sagte er ‘David, lies mal diese Email, ich habe eine Überraschung für dich.’ ‘Ich daraufhin nach dem Motto ‘okayyyy’ und er hatte Justin tatsächlich gefragt, ob er den Song aufnehmen möchte. Es war die großartigste Überraschung überhaupt.’“

Nachdem der Song auf Social-Media-Plattformen sich bereits vorab großer Popularität erfreute wurde der Song veröffentlicht. In einer Pressemitteilung verriet Guetta:

„Justin hat eine so einzigartige Stimme und ich habe viel Respekt, sowohl vor seinem Talent, als auch vor seine Entscheidungen. Er nahm einige Risiken auf sich, die ihn sich in letzter Zeit in einer so coolen, erstaunlichen und kreativen Weise neu erfinden ließen. Ich bin sehr stolz, endlich einen Rekord mit ihm teilen zu können. Ich würde '2U' als eine unglaubliche Kombination aus emotionaler Energie und einer riesigen Melodie beschreiben, die mit bissigen Klängen kombiniert wurde.“

2U entwickelte sich zu einem großen Erfolg und erreichte in über 29 Ländern eine Top-10-Platzierung und verkaufte sich über 2,5 Millionen Mal. Zur Single wurden zwei Musikvideos produziert. Das erste zeigt vier Models der Unterwäsche-Modemarke Victoria’s Secret, das zweite ein Beziehungsdrama. Dass der Song Teil seines Studioalbums sein würde, bestätigte er bereits zur Veröffentlichung des Liedes und somit über ein Jahr vor dessen Release.

### Dirty Sexy Money

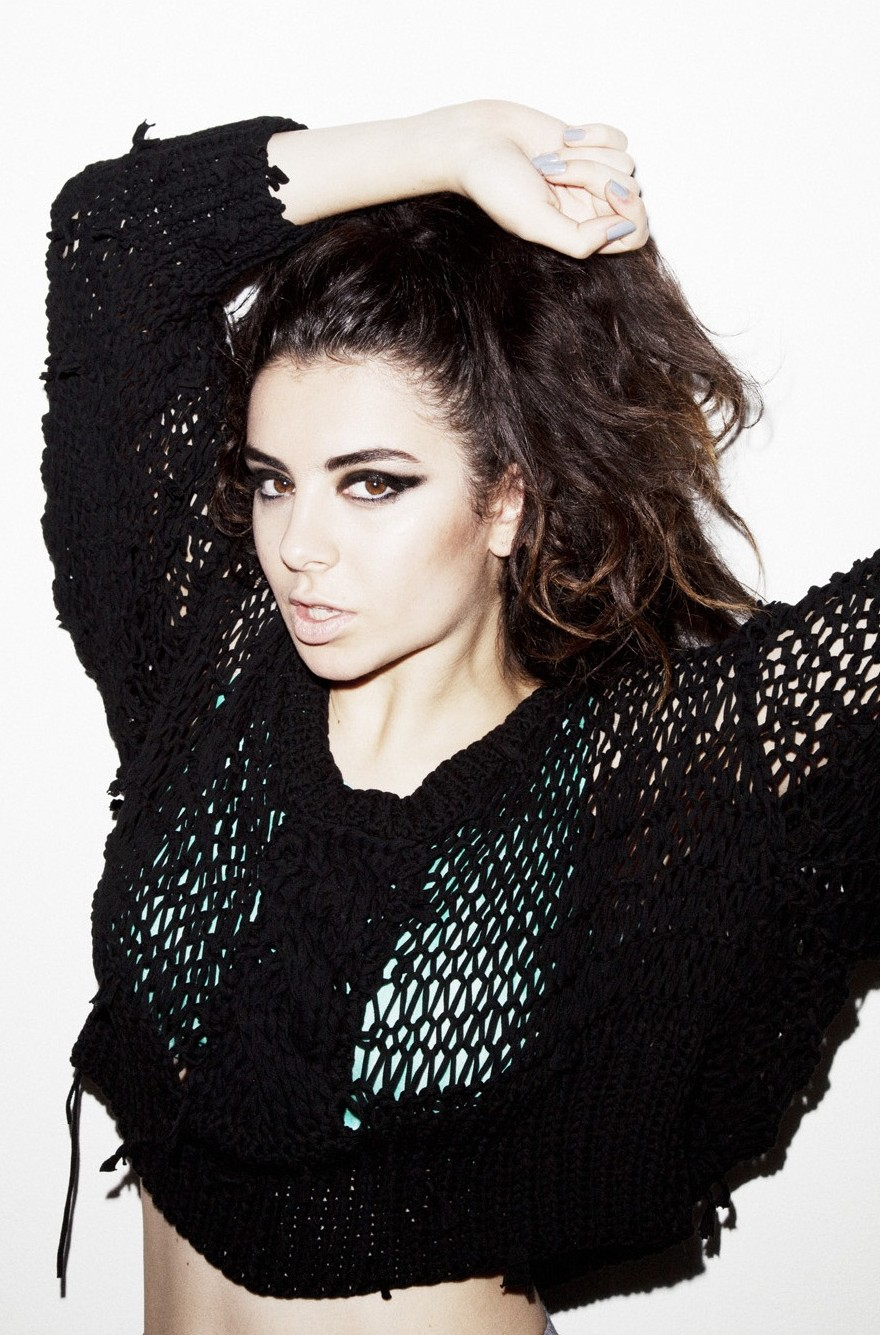
Charli XCX, Sängerin von Dirty Sexy Money

Dirty Sexy Money stellt die zweite Vorabsingle von 7 dar. Als Gastmusiker sind hierbei der niederländische DJ und Produzent Afrojack sowie die schwedische Sängerin Charli XCX und der französische Rapper French Montana aktiv. Die Veröffentlichung erfolgte über „Parlophone“ und „What a Music“. Als Produzent assistierte unter anderem der US-amerikanische Trap- und Dubstep-Produzent Skrillex.
Der Song wurde während Guettas Auftritt beim ADE premiert, als Afrojack zu Beginn des Liedes zu ihm auf die Bühne kam. In Zane Lowes „Beat 1“ Radio Show wurde die Studioversion erstmals vorgestellt. Lowe kontaktierte Guetta und Charli XCX via Facetime, woraufhin der Franzose das Lied als „die Aufnahme, die ich mein ganzes Leben machen wollte“ beschrieb. Charli XCX erzählte zum Aufnahme-Prozess:

„Ich war in L.A. und hab im Studio gearbeitet an tatsächlich mehreren von Davids Liedern. Wir hatten bereits einige Sachen fertig gestellt und dann habe ich dieses Lied gehört und ich habe mich sofort zu dem Song hingezogen gefühlt. Ich schrieb mit Noonie Bao und AG Cook und dieses Lied hat mich sofort angesprochen. David kam runter ins Studio und irgendwie haben wir uns durch den Song Verbunden gefühlt. Er löste solch ein Party-Feeling in mir aus.“

Das Musikvideo wurde am 14. Dezember 2017 unter der Regie von Charli XCX und Sarah McColgan veröffentlicht. In dem Video sind Guetta als Fluchtfahrer, Charli XCX als Chef, Afrojack als Rückenstärkung und French Montana als Sprengstoffexperte zu erkennen. Die maskierte Charaktere werden von Charli XCX angeführt und rauben den Tresor eines Mannes aus.
Dirty Sexy Money konnte nicht an den Erfolg des Vorgängers anschließen, rückte jedoch trotzdem in über 11 Ländern in die obere Charthälfte vor und zählt rund 360.000 verkaufte Einheiten.
Auf das Studioalbum schaffte es das Lied als Bonus-Track.

### So Far Away

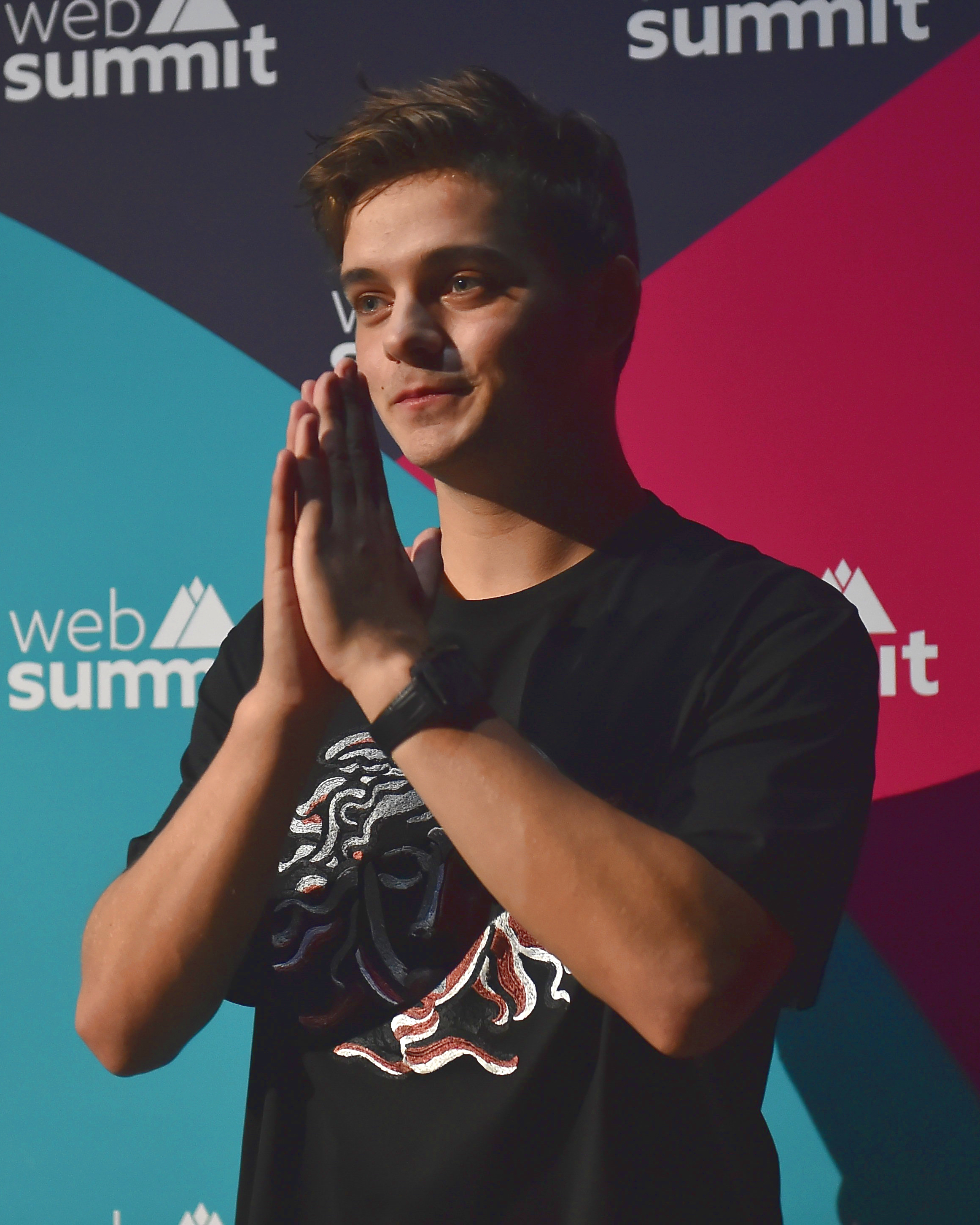
Martin Garrix, Kollaborationspartner von So Far Away

Der Song So Far Away erschien am 1. Dezember 2018 als dritte Veröffentlichung des Studioalbums. Der Track wurde in Zusammenarbeit mit dem niederländischen Musiker Martin Garrix produziert, nachdem es bereits zu einer unveröffentlichten Kollaboration sowie einer Co-Produktion von Garrix’ Seite aus kam. So Far Away enthält Gesangspart vom Singer-Songwriter Jamie Scott sowie der Sängerin Romy Dya. Der Stil des Liedes ist in den Bereich des Future-Bass einzuordnen, womit es stilistisch an die beiden vergangenen kommerziellen Garrix-Singles anschließt.
Ursprünglich sollte der weibliche Part von der britischen Sängerin Ellie Goulding übernommen werden, die für Garrix als ein Traum-Feature galt. Jedoch wurde das Lied ohne Genehmigung von ihrem Management auf dem Tomorrowland 2017 premiert und sollte unbedingt als Single erscheinen, während Goulding sich weiterhin auf ihr Studioalbum konzentrieren wollte. Das Management forderte den vorläufigen Verschluss der Single, woraufhin Guetta und Garrix ihren Part aus dem Song entfernte. Auf Twitter wurde der gesamte Vorgang publik gemacht. Auf Garrix’ Anschuldigung, sie würde den Song nicht veröffentlichen wollen schrieb sie:

„“Sie wollte den Song nicht veröffentlichen” ist komplett unwahr und unfair. Ich liebe den Song! […] Sie spielten den Song bei einem Festival, bevor ich die fertige Produktion überhaupt gehört habe, womit ich kein Problem hatte, aber mit meinem Management oder Label ging es nicht gut aus. Ich habe den Song immer sehr geliebt.“

Die finale Version des Liedes mit Jamie Scott und Romy Dya, die bereits vorher auf Garrix Plattenlabel „STMPD RCRDS“ an unterschiedlichen Projekten beteiligt war, wurde über dessen Plattenlabel veröffentlicht. Als Co-Writer wirkte unter anderem auch Poo Bear mit.
Das offizielle Musikvideo erschien am gleichen Tag wie die Single und zeigt ein junges Pärchen, dass eine Beziehungskrise durchlebt und sich schlussendlich dazu entscheidet eigene Wege zu gehen. Garrix’ Silhouette ist gelegentlich zu sehen, womit er nicht wie in den Videos seiner vergangenen kommerziellen Singles eine Hauptrolle übernimmt.
Der Titel entwickelte sich zu einem kommerziellen Erfolg und erreichte in sieben Ländern die Top-20. Die Verkäufe beliefen sich auf rund 171.000 Stück. Auf dem Studioalbum nimmt das Lied den Platz eine Bonus-Tracks ein.

### Mad Love
Mit der vierten Singleauskopplung Mad Love veröffentlichte Guetta am 16. Februar 2018 einen Dancehall-Song. Dieser entstand in Kollaboration mit dem Rapper Sean Paul und der Sängerin Becky G. In einem Interview mit „Contactmusic“, das im Juni 2017 erfolgte, erzählte Paul, dass er derzeit an einem Lied mit der kolumbianischen Sängerin Shakira arbeiten würde. Das Lied trüge den Titel Mad Love und handle „vom verrückt sein und Liebe zu haben, es ist sexy. Aber eigentlich geht es gar nicht um Liebe, sondern viel mehr um die Sexiness selber“. Im August 2017 kam er in einem Interview mit „Billboard“ wieder auf den Song zu sprechen und erklärte, dass der Song ursprünglich Temple heißen sollte.
Doch die Zusammenarbeit mit Shakira scheiterte, weshalb Sean Paul gezwungen war, eine neue Sängerin für das Lied zu suchen. Als Grund dafür wurde ein rechtliches Problem genannt. Ursprünglich wurde Rita Ora als Ersatz kontaktiert, doch diese wäre zu beschäftigt gewesen, wie Paul in einem Interview mit dem „Daily Star“ bekanntgab. Er sagte mehrere Sängerinnen hätten „sich an dem Song probiert. Eine davon war Shakira, doch das endete in einer bürokratischen Situation und eine zweite Person war Rita Ora.“ Schlussendlich fiel die Wahl auf Becky G. Shakira blieb jedoch Teil der Credits, in denen auch die Sängerin Ina Wroldsen auftaucht.
In einer Pressemitteilung sagte Sean Paul über das Lied:

„Ich habe lange an dieser Platte gearbeitet. Es hat Spaß gebracht mit David Guetta und seinem Team zu arbeiten, um dieser Produktion den perfekten Sound zu verleihen. Auch mit Becky G und ihrem arbeiten zu dürfen war schlichtweg großartig. Ganz viel Liebe zu allen! Das Lied ist voller Energie und ich kann es kaum erwarten, dass die Leute es hören können!“

David Guetta fügte hinzu, dass sie zwei Jahre an dem Song gearbeitet haben und er dankbar dafür wäre, dass der Song endlich veröffentlicht wird. Er wäre stolz Teil des Tracks zu sein und lobt Paul für seinen „einzigartigen Stil“ und Becky G für ihren Gesang, der „einfach alles zusammenbringt“. Becky G erklärte, dass sie die Gelegenheit schätzt, mit „einer Ikone wie Sean“ zusammenarbeiten zu dürfen. Sie betrachte Mad Love als ein Lied, das „Menschen zusammenbringt“ und „die nötige Energie mit sich bringt, die man braucht um aufzustehen und den Dancefloor betreten zu können.“
Das offizielle Musikvideo wurde am 15. März 2018 veröffentlicht. Es zeigt alle drei Musiker in einem Nachtclub in Miami mit einer Reihe leicht bekleideter Mädchen.
Kommerziell entwickelte sich Mad Love nicht nur zu einem Clubhit, sondern auch zu einem Single-Charterfolg. Der Song erreichte in über 9 Ländern eine Top-20-Position sowie Platz 6 der US-Dance-Charts. Mit über 365.000 verkauften Einheiten ging der Song in einem Land Platin, in zwei Ländern Gold. Auf 7 war der Song als Bonus-Song enthalten.

### Like I Do

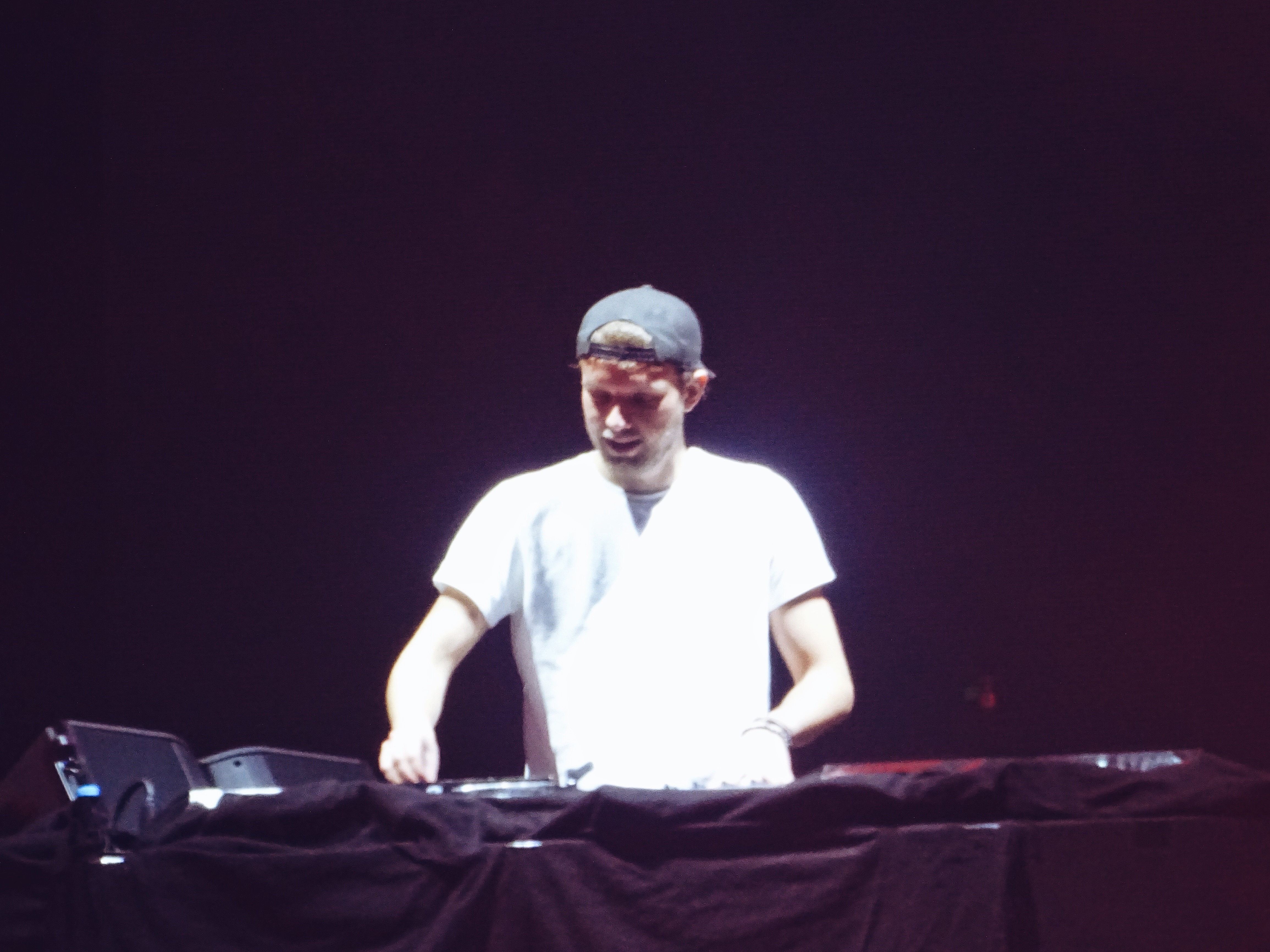
Brooks, neben Garrix bei Like I Do, auch dabei

Die fünfte Singleauskopplung stellt der Song Like I Do dar. Das Lied wurde am 22. Februar 2018 über „What a Music“ veröffentlicht und bildet seine zweite offizielle Kollaboration mit Martin Garrix. Als weiterer Gastmusiker wirkt hierbei der niederländische DJ und Produzent Brooks mit, der auch hinter dem Songwriting des auf dem Studioalbum enthaltenen Tracks Blame It on Love steckt. Im Gegensatz zu So Far Away baut dieser Song nicht auf einem Future-Bass-Muster auf, sondern entspricht viel mehr einer Mischung aus Future-House und Future-Bounce, womit er um ein weites Clubtauglicher ist. Auch ein Vocal-Part ist im Lied enthalten, welcher vom britischen Sänger und Songwriter Talay Riley beigesteuert wurde. Der Gesangspart wurde jedoch stark verzerrt.
Guetta erzählte zur zweiten Single, dass, als sie im Studio saßen „bereits an mehreren Tracks gearbeitet“ hätten. Nachdem sie „das großartige Feedback zu So Far Away sahen“, hätten sie entschieden „fuck, wir werden einen weiteren gemeinsamen Track veröffentlichen.“ Martin Garrix fuhr fort, dass er „eine Menge Respekt vor ihm als Interpreten“ hätte und er sehr froh wäre, dass sie einen weiteren Track zusammen veröffentlichen können. Auch Brooks Mitwirken hebt er positiv hervor und betont, dass er bereits mehrfach mit ihm kollaborierte.
Premiere feierte das Lied bereits am 29. Dezember 2017 bei einem Liveauftritt von Martin Garrix beim Timeout 72 Festival in Goa, Indien. Erstmals bestätigt, dass es sich um eine Kollaboration zwischen der drei Produzenten handelt, wurde erst Mitte Februar 2018. Ein offizielles Musikvideo wurde nicht veröffentlicht, ein Lyric-Video hingegen erschien am 22. Februar 2018. In einem Instagram-Livestream von Garrix und Guetta erklärten sie, dass der Erfolg des Songs die Erwartungen der Musiker übertraf und, dass sie bereits Ideen für ein Follow-Up entwickelt hätten.
Kommerziell war der Song trotz seiner verhältnismäßig geringen Radiofreundlichkeit sehr erfolgreich und rückte in fünf Ländern bis unter die obersten 20 Plätze. In Frankreich erreichte das Lied nach wenigen Monaten Goldstatus für über 100.000 verkaufte Einheiten.

### Flames

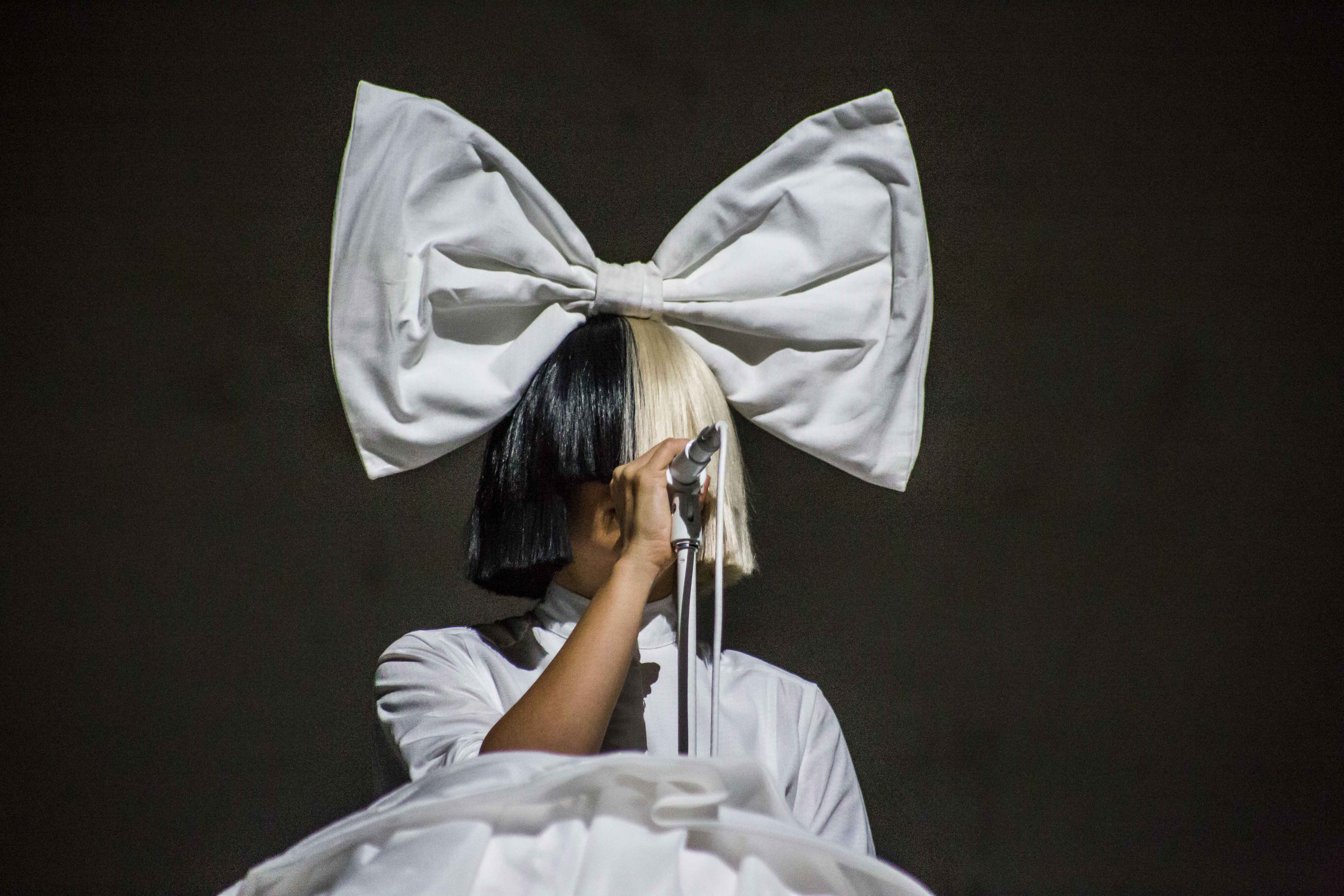
Sia, Sängerin von Flames

Am 16. März 2018 veröffentlichte David Guetta das Lied Flames als Single. Dieses stellt seine siebte Kollaboration mit der australischen Sängerin und Songwriterin Sia dar. Flames wurde im Vergleich zu dem Großteil ihrer bisherigen Kollaboration poppig und radiofreundlich gestaltet. Neben Guetta und Sia war auch der britische Musiker Chris Braide an der Entstehung des Liedes beteiligt.
In Interviews, die er im Zuge des Flames-Release gab, erinnerte er sich immer wieder an Titanium, ihre erste Kollaboration aus dem Jahr 2011 zurück. Dem Independent erzählte er, dass er begeistert war, als er erfuhr, dass Sia ihm für die Studioaufnahme dieses Lied zusagte, wenn man bedenkt zu was für einen Superstar sie sich in den vergangenen Jahren entwickelt hätte. Immer wieder betonte er, dass Sia zweifelhaft eine der Musikerinnen ist, mit der er am liebsten zusammen arbeitet. Er beschreibt sie als eine „großartige Sängerin, die eine tolle Stimme hat.“
Das offizielle Musikvideo wurde am 5. April 2018 veröffentlicht, nachdem das Lyric-Video bereits am 22. März 2018 erschien. Im Musikvideo sind drei Frauen zu sehen, die von Lauren Mary Kim, Courtney Chen und Erin Wu gespielt werden, die von ihrem Meister Danny Trejo im Kampftraining trainiert werden. Auf einmal werden sie von einer Gruppe Ninjas überfallen und der Meister wird dabei getötet. Sie werden in einen Palast verschleppt, wo sie dem Imperator, der von David Guetta gespielt wird begegnen. Nachdem sie versuchen auszubrechen, besiegen sie gemeinsam eine Reihe Imperator und den Kaiser. Bei den Dreharbeiten des Musikvideos führte Lior Molcho Regie.
Kommerziell übertraf Flames den Erfolg von Like I Do und Mad Love bei weitem. In über 25 Ländern erreichte der Song die Top-10 der Single-Charts, darunter neun Mal die Spitze. Rund eine Million Mal verkaufte sich der Song.

### Your Love

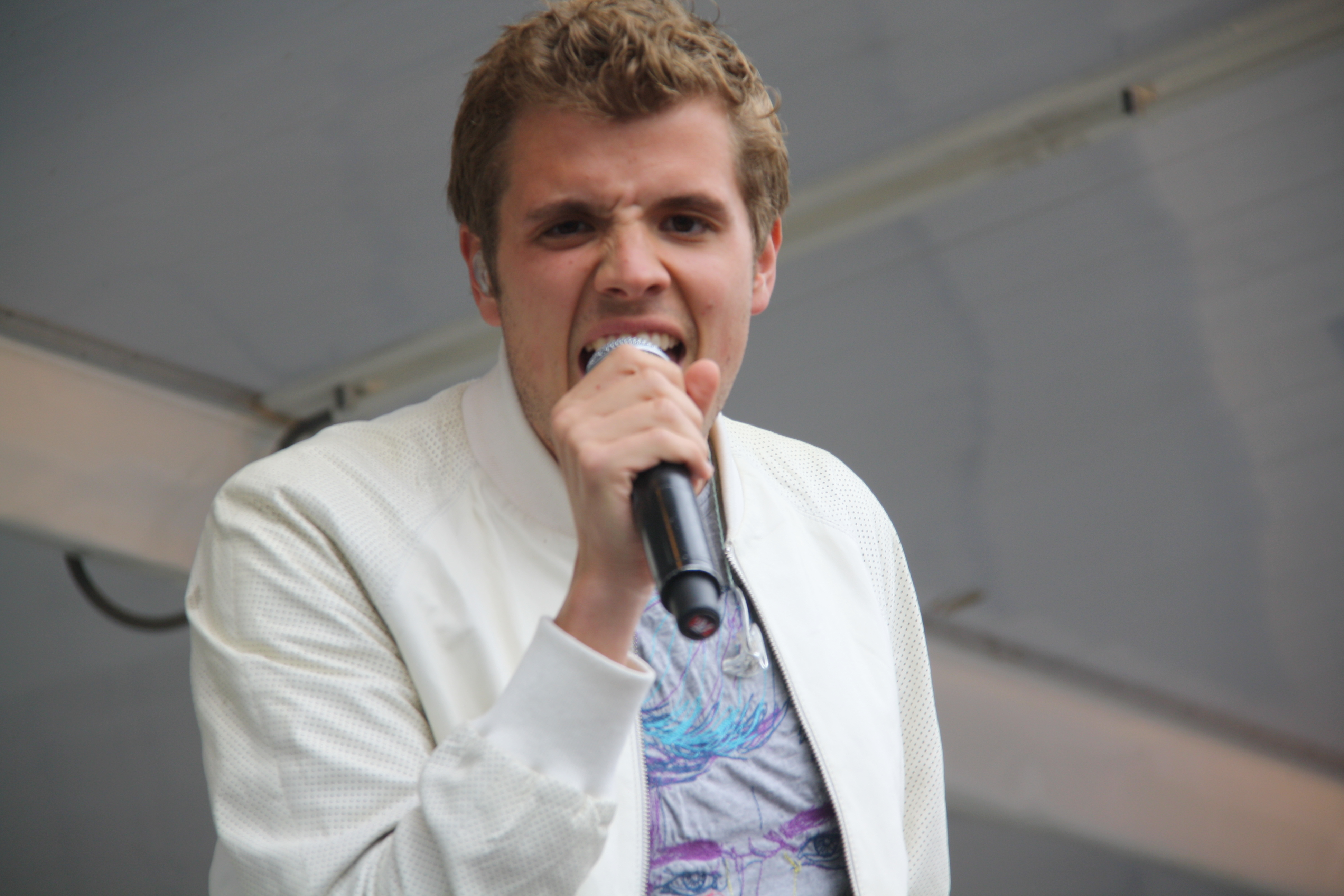
Jake Reese, Sänger von Your Love

Your Love erschien am 14. Juni 2018 als siebte Single aus 7. Der Track wurde beim Ultra Korea premiert und nur kurze Zeit später via Social Media als Kollaboration mit Showtek und Sänger Jake Reese bekanntgegeben. Letzterer wurde nur in den Credits angegeben, während seine Stimme auf dem Track stark verzerrt zu hören ist. Mit Showtek arbeitete er erstmals seit When the Sun Goes Down zusammen.
Der Track wurde stark von Show Me Love der Sängerin Robin S. aus dem Jahr 1990 inspiriert, enthält jedoch keine direkten Samples. Stilistisch schließt Your Love an Like I Do an und verkörpert einen Club-Track, der in den Bereich des Big-Rooms einzuordnen ist. Nina Paul vom Online-Magazin „The Mellow Music“ lobte den Track für sein Build-Up und schrieb:

„Wie seinerzeit ‚Bad‘, bringt auch dieser unglaublich euphorische Track gepitchte Vocals mit einer unbeschwerten Melodie zusammen, angereichert um clevere Percussion und überraschende Breaks – und natürlich einige gigantische Builds und Drops. Betörend gute Synthie-Akkorde pulsieren über gezupfte 90er-Bass-Klänge, während die Gesangsstimme sich in himmlische Höhen schraubt und wundervolle Old-School-Pianos der Angelegenheit einen ravigen Touch verleihen.“

Am Tag des Single-Release’ wurde auch ein Lyric Video veröffentlicht, das vier Monaten rund 20 Millionen Aufrufe zählt. Es zeigt wie auch das Single-Cover einen im Pop Art dargestellten Oldtimer. Die Machart erinnert dabei an den Stil, den er zu den Promo-Singles seines vergangenen Studioalbums verwendete.
In den Charts bewies sich das Lied weniger stark als die Vorgänger und erreichte nur in ein paar mitteleuropäischen Ländern eine Platzierung im unteren Mittelfeld.

### Don’t Leave Me Alone

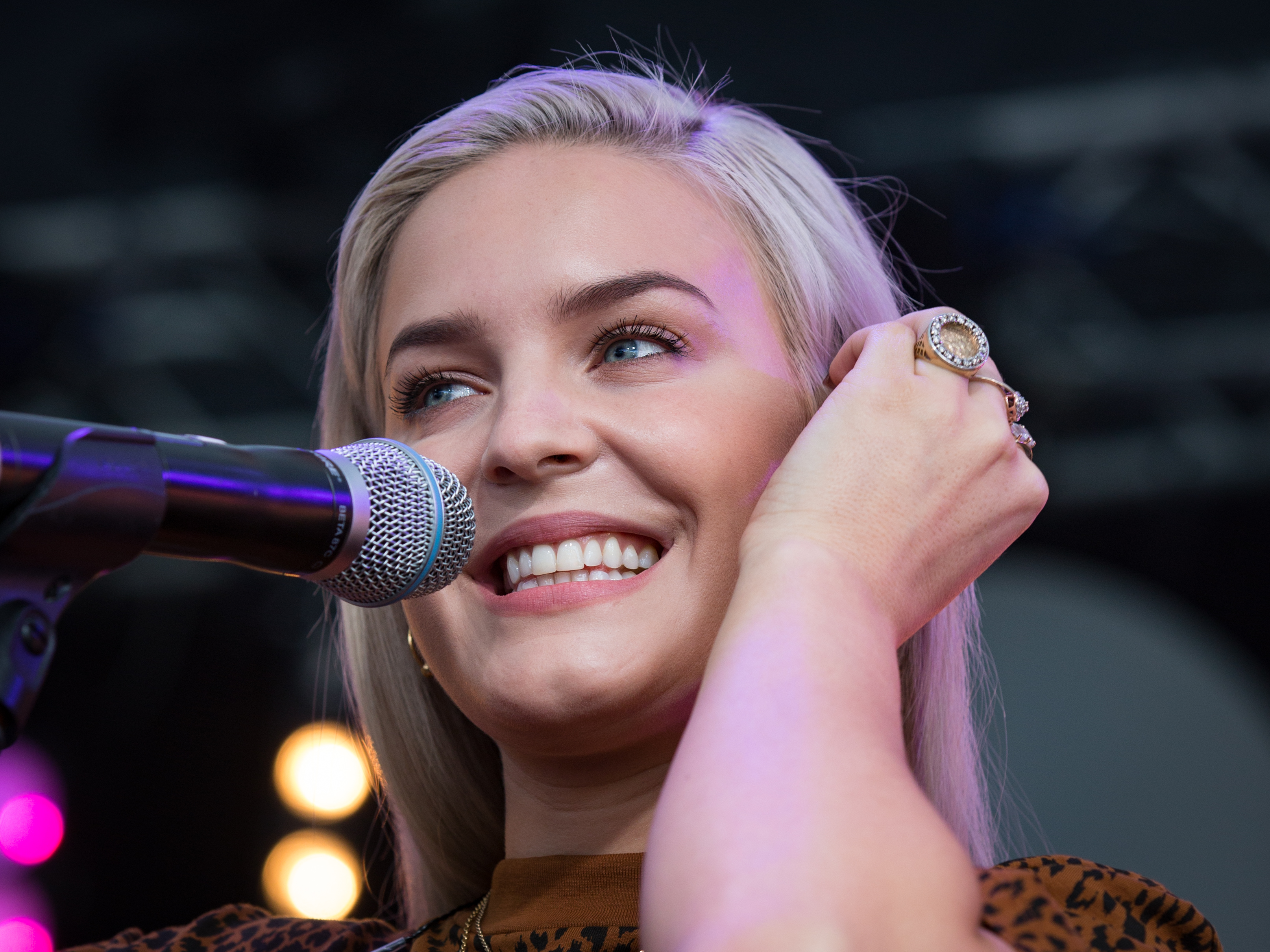
Anne-Marie, Sängerin von Don’t Leave Me Alone

Mit Don’t Leave Me Alone veröffentlichte Guetta am 27. Juli 2018 eine Kollaboration mit der britischen Sängerin Anne-Marie, die zu der Zeit mit mehreren Liedern darunter Friends und 2002 weltweit Erfolg feierte. An dem Popsong beteiligten sich auch Noonie Bao, Sarah Aarons und Produzent Lotus IV. Bevor es Teil des Studioalbums 7 wurde, war es auch auf dem digitalen Re-Release von Anne-Maries Studioalbum Speak Your Mind enthalten.
Bereits kurz nach Ankündigung des Release’ in den sozialen Medien äußerte sich Guetta seine Freude über die Kollaboration mit der Britin. Durch die Mischung aus Trap und Pop, die bereits in den Snippets zu hören waren, wurde dem Song schnell ein Potential zum Sommerhit zugesprochen. Angemerkt wurden auch die im Refrain zu hörenden Vocal-Chops und der Gebrauch von Autotune.
Wie auch zu den letzten Singles ging auch hier ein Lyric Video vorweg. Das offizielle Musikvideo wurde am 20. August 2018 vorgestellt. In diesem spielt Anne-Marie die Hauptrolle, während David Guetta immer wieder im Hintergrund zu sehen ist. Sie ist in zwei Einstellungen zu sehen. Zum einen steht sie in einem hellen Zimmer und singt den Song, zum anderen ist sie zu sehen, wie sie versucht der Tagesroutine zu entfliehen, indem sie sich eine VR-Brille aufsetzt. Sie trifft in der virtuellen Realität auf eine Person, an die sie sich bindet und mit der sie verschiedene Abenteuer erlebt. Zum Ende setzt sie die Brille wieder ab.
Verglichen mit Your Love schnitt Don’t Leave Me Alone weitaus erfolgreicher ab. Zwar wurde nur in Schottland eine Top-10-Platzierung erreicht, jedoch rückten Guetta und Anne-Marie in die Single-Charts von über 20 Ländern vor.

### Goodbye

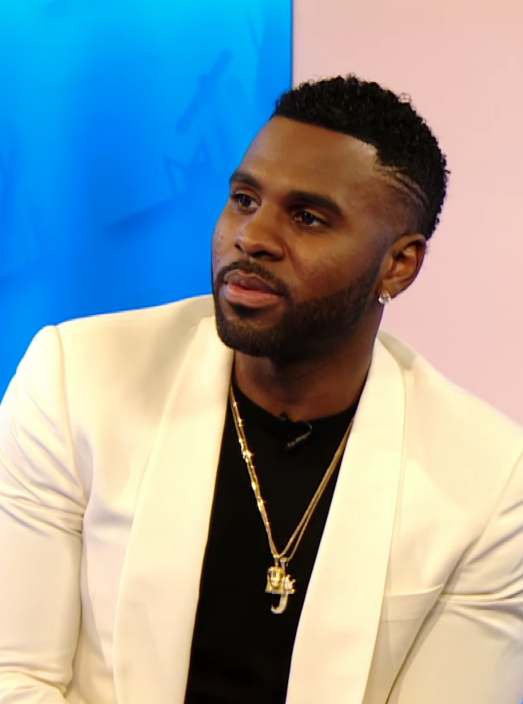
Jason Derulo, Sänger von Goodbye

Am 24. August 2018 wurde Goodbye parallel zur Bekanntgabe des Studioalbums veröffentlicht. Der Song entstand in Zusammenarbeit mit dem US-amerikanischen Sänger Jason Derulo sowie der Sängerin und Rapperin Nicki Minaj. Sowohl am Instrumental, als auch an den Vocals beteiligte sich der französische Musiker Willy William. Doch in den Credits tauchen noch 10 weitere Namen auf, die das Songwriting unterstützten. Der Track hat lyrische und melodische Parallelen zu dem Song Time to Say Goodbye des italienischen Opernsängers Andrea Bocelli. Der Song wird als eine Mischung aus R&B, Latin-Pop und Caribbean Dance beschrieben.
Des Weiteren erklärte Guetta in Bezug auf die Aufnahme von Goodbye:

„“Time To Say Goodbye” habe ich übrigens schon vor drei Jahren aufgenommen, lange vor “Despacito”. Noch so eine Lektion im Loslassen. Ich spürte, dass die Latin-Welle riesig werden würde, aber ich war mir nicht sicher, ich hatte Angst und habe den Song zurückgehalten. Ich wäre ein Pionier gewesen. Das war wirklich dumm von mir.“

Am 23. August 2018 wurde ein offizielles Lyric Video zu dem Song veröffentlicht. Dieses ist vollständig animiert und zeigt die Textzeilen vor einem tropisch gestalteten Hintergrund. Rund 35 Millionen Mal wurde dieses nach vier Monaten aufgerufen. Am 22. Oktober 2018 veröffentlichte Jason Derulo auf YouTube das offizielle Musikvideo von Goodbye. Dieses zeigt alle vier Beteiligten. In der Hauptrolle ist Derulo zu sehen, der morgens mit einer jungen Frau im Arm in einem Hotelzimmer in London aufwacht. Er verlässt das Zimmer, bevor sie aufwacht, woraufhin sie die Nacht für ein One-Night-Stand hält. Derulo macht sich auf den Weg zu seinem B2B-Konzert mit David Guetta. Während er auf der Bühne steht, erkennt er die Frau von letzter Nacht im Publikum wieder und bittet sie auf die Bühne. Nicki Minaj und Willy William haben einzelne Auftritte im Video.
Goodbye schloss an den Erfolg von Don’t Leave Me Alone an. Auch hier wurden in diversen Ländern Chartplatzierungen erreicht, jedoch reichte es auch diesmal nicht für Plätze in den Top-10.

### Drive

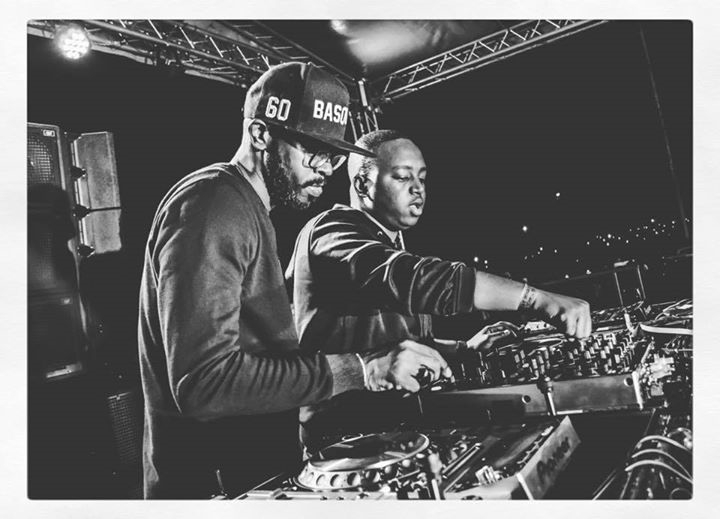
Black Coffee (links), Kollaborationspartner bei Drive

Mit Drive wurde am 24. August 2018 über „Ultra Records“ die letzte Vorabsingle des Albums veröffentlicht. Der Track wurde in Zusammenarbeit mit dem südafrikanischen DJ und Produzenten Black Coffee aufgenommen. Die Vocals wurden von der britischen Sängerin Delilah Montagu beigesteuert. Beim Songwriting assistierte zudem unter anderem die US-amerikanische Sängerin und Songwriterin Ilsey Juber, die bekannt für ihr Mitwirken an Robin Schulz’ Lied Headlights ist. Drive wird als cool und sinnlich, dunkel und melodisch beschrieben. Der Song wäre voller Geheimnisse und Sehnsüchten, die durch Montagus nahezu gruselig schöne Performance und eine breite Palette von struktureller Percussion noch magischer wären.
Black Coffee gab im Mai 2018 bekannt, dass er derzeit mit Guetta zusammenarbeiten würde. Laut Guetta war der Song innerhalb von 24 Stunden fertiggestellt. In einem Interview mit Stubhub erzählte er:
Obwohl der Song gute Kritiken erhielt, konnte er keine Single-Chartplatzierungen erlangen. Trotzdem zählt der Track nach zwei Monaten sowohl auf YouTube, als auch auf Spotify jeweils 7 Millionen Klicks.

### Say My Name

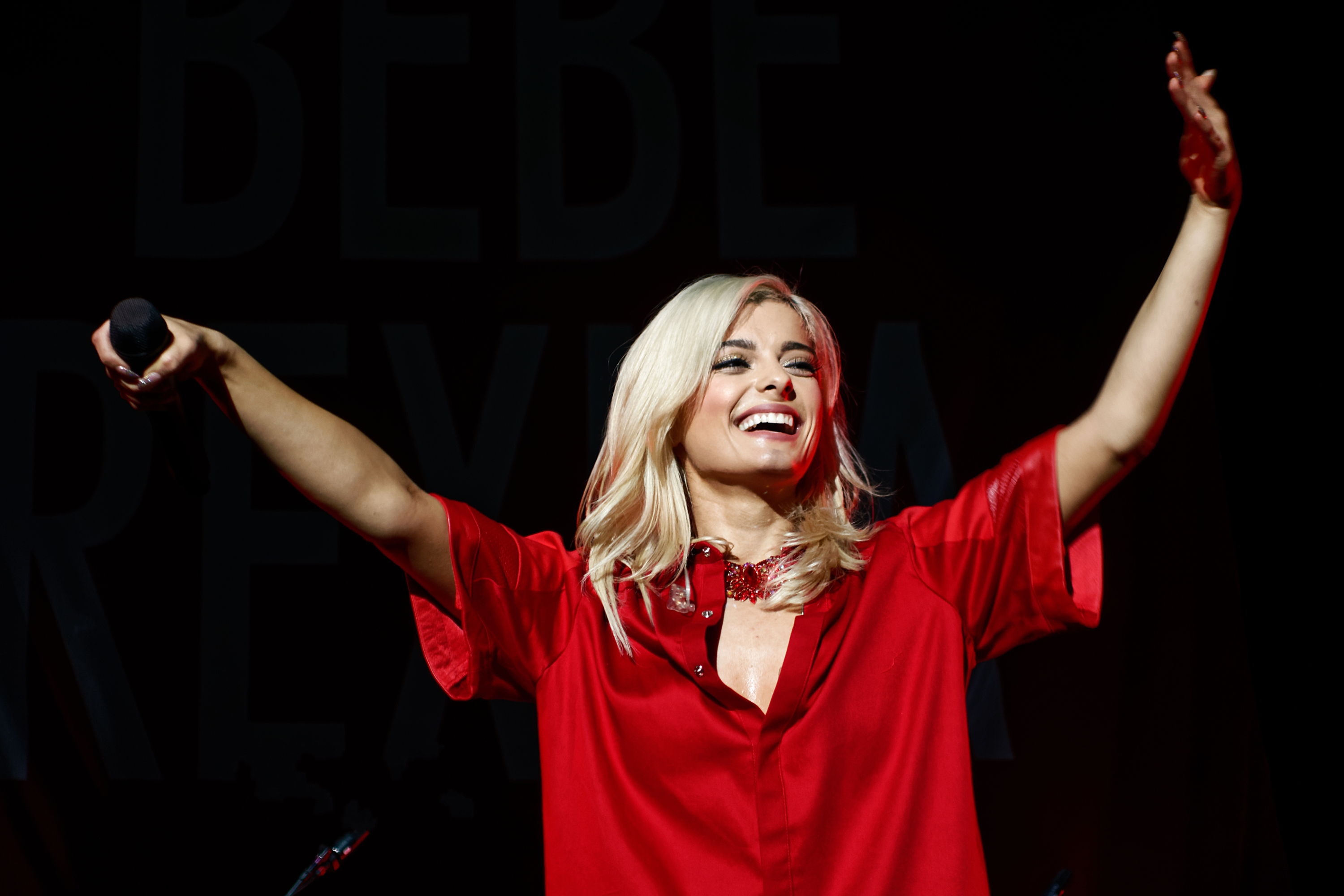
Bebe Rexha, Sängerin des Liedes Say My Name

Am 26. Oktober 2018 wurde der Track Say My Name als elfte Single aus dem Studioalbum veröffentlicht. Erstmals angekündigt wurde das Release am 23. Oktober 2018 vom Online-Magazin „Popline“. Dabei handelt es sich um eine Kollaboration mit der US-amerikanischen Songwriterin und Sängerin Bebe Rexha und dem kolumbianischen Musiker J Balvin. Unter den Songwritern tauchen unter anderem die Namen Thomas Troelsen und Emily Warren auf, die beide auch als Solokünstler aktiv sind. Parallelen werden mit den gleichnamigen Liedern von Destiny’s Child aus dem Jahr 1999 und Tove Styrke von 2017 gezeichnet.
Say My Name sollte ursprünglich bereits zwischen Anfang und Mitte Juli 2018 als Single veröffentlicht werden. Zu diesem Zeitpunkt übernahm den weiblichen Gesangspart die Sängerin Demi Lovato. Ein auf Spotify-Banner versprach am 5. Juli 2018 eine Bereitstellung des Songs für den Folgetag. Dies erfolgte jedoch nicht. Mehreren Magazinen zufolge, wurde das Release lediglich um eine Woche nach hinten verschoben und auch ein Single-Cover soll geleakt sein. Doch auch am 13. Juli 2018 erschien das Lied nicht als Single. Ende des Monats wurde schlussendlich Don’t Leave Me Alone als kommende Single angekündigt. Auf Nachfrage nach dem Verbleib von Say My Name via Instagram gab Jean-Charles Carre, ein Mitglied aus David Guettas Team bekannt, dass der Song nie das Tageslicht erblicken würde. Gründe für die Annullierung und Übernahme des Gesangs von Seiten Rexhas wurden nicht genannt.
Ende August 2018 gab Guetta die Tracklist des Studioalbums bekannt, auf der auch jenes Lied enthalten war. Hierbei handelte es sich jedoch um eine neu aufgenommene Version mit Bebe Rexha. Nach Release des Albums entwickelte sich Say My Name zum erfolgreichsten Album-Track, indem er bereits nach einem Monat auf Spotify über 30 Millionen Plays zählte und durch Streams und Downloads in unter anderem Deutschland, Österreich, Australien und Großbritannien die Single-Charts erreichte.
Am 24. Oktober 2018 gab Guetta in seiner Instagram-Story bekannt, dass das offizielle Musikvideo in der vergangenen Nacht abgedreht worden wäre. Alle drei Künstler waren dabei anwesend, Regie soll die US-amerikanische Regisseurin Hannah Lux Davis geführt haben.
Bevor das offizielle Musikvideo veröffentlicht wurde, machte ein Lyric-Video den Anfang. Dieses erschien am 26. Oktober 2018 zusammen mit der Single und erreichte binnen einer Woche über 2 Millionen Views. Bereits am 17. September 2018 wurde vom verifizierten YouTube-Musikkanal „Unique Vibes“ ein selbst erstelltes Lyric-Video veröffentlicht. Dieses erntete in den ersten zwei Monaten rund zehn Millionen Klicks. Das am 20. November 2018 veröffentlichte offizielle Musikvideo sammelte bis Februar 2019 rund 300 Millionen Views.
Nach Single-Veröffentlichung des Album-Tracks als Single, stieg er in unter anderem Kanada, Frankreich sowie mehreren Südosteuropäischen Ländern erstmals in die Single-Charts ein.

## Kritiken
7 erhielten überwiegend gemischte Kritiken. In einem Artikel, der die Musik-Veröffentlichungen der Woche behandelte, beschrieb „MTV“ das Studioalbum als „riesig“ und „gefüllt mit Features und Bops, die dich bis 2019 zum Tanzen bringen werden.“ Elias Leight schrieb für den „Rolling Stone“, dass die erste Hälfte des Albums für Guetta bekannt sei, „vollgestopft mit der Art von Cross-Genre-Kollaborationen, die Guetta zu einem globalen Star machten.“ Er bemerkte auch, dass Guettas Album den aktuellen Trends entsprach, indem er Afro-House (seine Black-Coffee-Kollaboration) und Reggaeton mit zwei Songs mit J Balvin einschloss. Er ergänzte seine Rezension, indem er sagte, dass Guetta den Augenblick verpasste, indem er enthüllte, dass er selber hinter dem Alias Jack Back steckten würde. „Es wäre natürlich kühner gewesen, wenn Guetta ein Album unter dem falschen Namen veröffentlicht und seine Identität geheim gehalten hätte. Aber es macht keinen Sinn, mutig zu sein, wenn man lieber auf Nummer-Sicher gehen möchte.“ Will Hodgkinson von The Times schrieb, dass „Disc One aus kitschigem Pop“ bestünde, während „Disc zwei seine glaubwürdigen Wurzeln als House und Techno-DJ“ zeige. Er beschriebe auch die kommerziellen Kollaborationen als reines „Formel-Hit-Futter“, dass „in einem Meer von Auto-Tune ertrinkt“.
Eine positivere Rezension stammt aus dem Allmusic-Magazin. Dort vergab Neil Z. Yeung dem Album 4 von 5 Sternen und sagte, dass Guetta „in eine freigeistige Spätzeit der Komfortzone einzusteigen scheint, wo Musik dem Spaß dienen würde, anstatt einen Radio-Hit nach dem anderen zu jagen.“ und verglich CD Nummer 1 mit einem „Festival-Headliner-Set, das schön vor einer unnachgiebigen Mittelstrecke gebaut wird, die die Euphorie am Ende abbaut.“ Yeung beschrieb das Album auch als „feierlich“ und beendete seine Rezension, indem er erklärte, dass Guetta seit „One Love nicht mehr so emporgehoben und investierend geklungen“ hätte. „7 ist die pure Freude daran die Erinnerung, dass Guetta immer noch ein Meister des Genres zu erleben.“

## Kommerzieller Erfolg
Das Studioalbum erreichte hohe Chartplatzierungen. In mehreren zentraleuropäischen Ländern, darunter Deutschland, Belgien und Tschechien stieg 7 in die Top-10 ein. Ähnlicher Einstieg gelang ihm auch in Australien, Großbritannien und Skandinavien. Insgesamt stieg das Album in 13 Ländern bis unter die Top-10, während es in den USA Platz 37 erreichte sowie die Spitze der Dance/Electronic-Albums. Dem Erfolg von Listen kam Guetta somit nach, an den Erfolg von Nothing but the Beat konnte er nicht anschließen. Bereits nach zwei Wochen erreichte 7 in Kanada mit 40.000 verkauften Einheiten Gold-Status. Nachdem bereits nahezu jede Single eine Chartplatzierung erreichen konnte, gelang dies nach dem Album-Release auch die Lieder Battle und Say My Name. Insbesondere letzteres erreichte die Top-100 vieler Länder.

### Chartplatzierungen

#### Studioalbum
| ChartsChartplatzierungen       | Höchstplatzierung | Wochen |
| ------------------------------ | ----------------- | ------ |
| Deutschland (GfK)              | 7 (7 Wo.)         | 7      |
| Frankreich (SNEP)              | 4 (97 Wo.)        | 97     |
| Österreich (Ö3)                | 7 (5 Wo.)         | 5      |
| Schweiz (IFPI)                 | 2 (11 Wo.)        | 11     |
| Vereinigte Staaten (Billboard) | 37 (6 Wo.)        | 6      |
| Vereinigtes Königreich (OCC)   | 9 (31 Wo.)        | 31     |

| ChartsJahrescharts (2018) | Platzierung |
| ------------------------- | ----------- |
| Frankreich (SNEP)         | 85          |

| ChartsJahrescharts (2019) | Platzierung |
| ------------------------- | ----------- |
| Frankreich (SNEP)         | 100         |

#### Singles
| Jahr | Titel                | Höchstplatzierung, Gesamtwochen, AuszeichnungChartplatzierungen (Jahr, Titel, , Platzierungen, Wochen, Auszeichnungen, Anmerkungen) | Höchstplatzierung, Gesamtwochen, AuszeichnungChartplatzierungen (Jahr, Titel, , Platzierungen, Wochen, Auszeichnungen, Anmerkungen) | Höchstplatzierung, Gesamtwochen, AuszeichnungChartplatzierungen (Jahr, Titel, , Platzierungen, Wochen, Auszeichnungen, Anmerkungen) | Höchstplatzierung, Gesamtwochen, AuszeichnungChartplatzierungen (Jahr, Titel, , Platzierungen, Wochen, Auszeichnungen, Anmerkungen) | Höchstplatzierung, Gesamtwochen, AuszeichnungChartplatzierungen (Jahr, Titel, , Platzierungen, Wochen, Auszeichnungen, Anmerkungen) | Höchstplatzierung, Gesamtwochen, AuszeichnungChartplatzierungen (Jahr, Titel, , Platzierungen, Wochen, Auszeichnungen, Anmerkungen) | Anmerkungen |
| Jahr | Titel                | DE | AT | CH | UK | US | FR | Anmerkungen |
| --- | -------------------- | --- | --- | --- | --- | --- | --- | --- |
| 2017 | 2U                   | DE3 Platin · (19 Wo.)DE | AT2 Gold · (19 Wo.)AT | CH2 Platin · (23 Wo.)CH | UK5 Platin · (16 Wo.)UK | US16 Platin · (11 Wo.)US | FR10 Diamant · (30 Wo.)FR | Erstveröffentlichung: 9. Juni 2017 Verkäufe: + 3.303.333; feat. Justin Bieber                                   |
| 2017 | Dirty Sexy Money     | DE46 (4 Wo.)DE | AT46 (2 Wo.)AT | CH52 (2 Wo.)CH | UK35 Silber · (12 Wo.)UK | — | FR57 Gold · (22 Wo.)FR | Erstveröffentlichung: 2. November 2017 Verkäufe: + 351.666; mit Afrojack feat. Charli XCX & French Montana      |
| 2017 | So Far Away          | DE8 (24 Wo.)DE | AT12 Gold · (18 Wo.)AT | CH14 (26 Wo.)CH | UK81 (2 Wo.)UK | US— GoldUS | FR83 Gold · (16 Wo.)FR | Erstveröffentlichung: 1. Dezember 2017 Verkäufe: + 915.000; mit Martin Garrix feat. Jamie Scott & Romy Dya      |
| 2018 | Mad Love             | DE10 Gold · (22 Wo.)DE | AT33 (13 Wo.)AT | CH36 (19 Wo.)CH | UK22 Gold · (16 Wo.)UK | — | FR33 Gold · (24 Wo.)FR | Erstveröffentlichung: 16. Februar 2018 Verkäufe: + 1.135.000; mit Sean Paul feat. Becky G                       |
| 2018 | Like I Do            | DE23 Gold · (18 Wo.)DE | AT20 Gold · (13 Wo.)AT | CH22 (15 Wo.)CH | UK29 Silber · (15 Wo.)UK | US— GoldUS | FR31 Platin · (22 Wo.)FR | Erstveröffentlichung: 22. Februar 2018 Verkäufe: + 1.645.000; mit Martin Garrix & Brooks                        |
| 2018 | Flames               | DE7 Platin · (31 Wo.)DE | AT7 Platin · (24 Wo.)AT | CH2 Gold · (38 Wo.)CH | UK7 Platin · (28 Wo.)UK | — | FR10 Diamant · (41 Wo.)FR | Erstveröffentlichung: 22. März 2018 Verkäufe: + 2.586.333; mit Sia                                              |
| 2018 | Your Love            | DE70 (1 Wo.)DE | — | CH53 (1 Wo.)CH | — | — | FR161 (2 Wo.)FR | Erstveröffentlichung: 14. Juni 2018 Verkäufe: + 25.000; mit Showtek                                             |
| 2018 | Don’t Leave Me Alone | DE32 (18 Wo.)DE | AT26 (16 Wo.)AT | CH43 (9 Wo.)CH | UK18 Gold · (11 Wo.)UK | US— GoldUS | FR45 Gold · (22 Wo.)FR | Erstveröffentlichung: 27. Juli 2018 Verkäufe: + 1.245.000; feat. Anne-Marie                                     |
| 2018 | Goodbye              | DE47 (15 Wo.)DE | AT57 Gold · (10 Wo.)AT | CH50 (11 Wo.)CH | UK26 Gold · (15 Wo.)UK | US— GoldUS | FR93 Gold · (20 Wo.)FR | Erstveröffentlichung: 23. August 2018 Verkäufe: + 1.150.000; mit Jason Derulo feat. Nicki Minaj & Willy William |
| 2018 | Say My Name          | DE30 Gold · (22 Wo.)DE | AT25 Gold · (20 Wo.)AT | CH14 (28 Wo.)CH | UK91 Silber · (2 Wo.)UK | US— PlatinUS | FR12 Diamant · (43 Wo.)FR | Erstveröffentlichung: 26. Oktober 2018 Verkäufe: + 2.128.333; mit Bebe Rexha & J Balvin                         |
| Folgende Lieder erschienen nicht als Single, wurden aber durch das Album zum Download und Streaming bereitgestellt und konnten somit eine Platzierung erlangen: |                      | | | | | | | |
| |                      | | | | | | | |
| 2018 | Battle 7             | — | — | CH80 (1 Wo.)CH | — | — | — | Charteinstieg: 23. September 2018 feat. Faouzia                                                                 |

### Auszeichnungen für Musikverkäufe
| Land/Region                  | Auszeichnungen für Musikverkäufe (Land/Region, Auszeichnung, Verkäufe) | Verkäufe |
| ---------------------------- | ---------------------------------------------------------------------- | -------- |
| Frankreich (SNEP)            | Platin                                                                 | 100.000  |
| Italien (FIMI)               | Gold                                                                   | 25.000   |
| Kanada (MC)                  | Gold                                                                   | 40.000   |
| Neuseeland (RMNZ)            | Gold                                                                   | 7.500    |
| Norwegen (IFPI)              | 2× Platin                                                              | 40.000   |
| Polen (ZPAV)                 | Gold                                                                   | 10.000   |
| Singapur (RIAS)              | Gold                                                                   | 5.000    |
| Vereinigte Staaten (RIAA)    | Gold                                                                   | 500.000  |
| Vereinigtes Königreich (BPI) | Gold                                                                   | 100.000  |
| Insgesamt                    | 8× Gold · 3× Platin ·                                                  | 837.500  |

Hauptartikel: David Guetta/Auszeichnungen für Musikverkäufe

## Veröffentlichung
| Land               | Datum              | Format                        | Label                                  |
| ------------------ | ------------------ | ----------------------------- | -------------------------------------- |
| Weltweit           | 9. September 2018  | Jack Back Mixtape – Streaming | Jack Back, Spinnin’ Records            |
| Weltweit           | 14. September 2018 | CD, Download, Streaming       | What a Music, Parlophone, Warner Music |
| Vereinigte Staaten | 28. September 2018 | CD, Vinyl                     | What a Music, Parlophone, Warner Music |